# Disperis oxyglossa
Disperis oxyglossa là một loài thực vật có hoa trong họ Lan. Loài này được Bolus mô tả khoa học đầu tiên năm 1885.